# Tomachi
Tomachi ist eine Ortschaft im Departamento La Paz im südamerikanischen Andenstaat Bolivien.

## Lage im Nahraum
Tomachi ist der drittgrößte Ort des Municipio Teoponte in der Provinz Larecaja. Die Ortschaft liegt in einer Höhe von 407 m am rechten Ufer des Río Kaka, der etwa 65 Kilometer unterhalb von Tomachi bei Puerto El Carmen in den Río Alto Beni mündet, der flussabwärts dann den Namen Río Beni trägt.

## Geographie
Tomachi liegt nordöstlich des Titicacasees am Ostrand der Anden-Gebirgskette der Cordillera Real im Tiefland des Río Beni, einem der wichtigen Flüsse des Amazonas-Tieflandes.
Die mittlere Durchschnittstemperatur der Region liegt bei etwa 26 °C, der Jahresniederschlag beträgt etwa 1450 mm (siehe Klimadiagramm Caranavi). Die Region weist keinen ausgeprägten Temperaturverlauf auf, die Monatsdurchschnittstemperaturen schwanken nur unwesentlich zwischen 23 °C im Juni und Juli und 27 °C von November bis Januar, und auch die Tages- und Nachttemperaturen weisen nur geringe Schwankungen auf. Die Monatsniederschläge liegen zwischen unter 50 mm in den Monaten Juni und Juli und über 200 mm von Dezember bis Februar.

## Verkehrsnetz
Tomachi liegt in einer Entfernung von 241 Straßenkilometern nördlich von La Paz, der Hauptstadt des gleichnamigen Departamentos.
Von La Paz führt die teilweise asphaltierte Nationalstraße Ruta 3 in nordöstlicher Richtung 160 Kilometer über Cotapata bis Caranavi; von dort zweigt die unbefestigte Ruta 26 ab, die nach 70 Kilometern Guanay erreicht. Acht Kilometer vor Guanay überquert die Ruta 26 auf einer Straßenbrücke den Río Coroico; an dieser Stelle zweigt nach rechts eine unbefestigte Landstraße ab, die über Teoponte nach Tomachi und weiter nach Mayaya führt.

## Bevölkerung
Die Einwohnerzahl der Ortschaft ist im Jahrzehnt zwischen den beiden letzten Volkszählungen um etwa ein Drittel angestiegen:
| Jahr | Einwohner         | Quelle       |
| ---- | ----------------- | ------------ |
| 1992 | keine Detaildaten | Volkszählung |
| 2001 | 453               | Volkszählung |
| 2012 | 629               | Volkszählung |
| 2024 |                   | Volkszählung |